# Иванов, Илья Дмитриевич
Илья Дмитриевич Иванов (род. 7 февраля 1995, Подольск, Московская область) — российский хоккеист, нападающий.

## Биография
Воспитанник подольского «Витязя». Начинал играть в сезоне 2011/12 за команду МХЛ «Русские витязи» Чехов. С середины сезона 2013/14 выступал в МХЛ за команду «Молодая гвардия» Донецк. Играл в КХЛ за «Адмирал» Владивосток (2014/15 — 2016/17, 2017/18), в МХЛ за «Кристалл» Бердск (2014/15), в ВХЛ за «Сокол» Красноярск (2015/16), «Южный Урал» Орск (2017/18, 2018/19 — 2020/21, 2021/22 — 2022/23), «Буран» Воронеж (2020/21), в Азиатской хоккейной лиге за «Сахалин» (2017, 2018).
Игрок команды «Родина» из открытого чемпионата Подольска памяти Д. Тараева (2023/24).
Участник юниорского чемпионата мира 2013.